# HOT BLOOD
HOT BLOOD（ホット・ブラッド）は、
ドイツで1970年代に活動していた音楽グループ。

## 概要
HOT BLOODは1970年代初頭にドイツのスタジオミュージシャンが集まって結成された。
代表曲「ソウルドラキュラ」が日本で大ヒットし、オリコンチャートでは7位にランクイン、売り上げは40万枚以上と好成績を収めた。
「ソウルドラキュラ」のヒットで日本では「奇怪ディスコ」がブームとなり、次々と類似した楽曲（「ソウル・フランケンシュタイン（キャプテン・ダックス）」、「セクシー・ドラキュラ（ムッシュ・ゴラゲール）」等）がリリースされ、自身もその後数曲を発表したが、ソウル・ドラキュラに匹敵するほどの大きなヒットは出なかった。

## メンバー
以下に挙げたメンバー以外にも、楽器演奏などで複数のスタジオメンバーがいる。
- メイ・アムブルースター（本名：Andrias Andrians）

- ペニー・ダック（本名：Evelyne Andrians）‐ 「ソウルドラキュラ」におけるボーカル
- ステファン・クリンクハンメル
- ラリー・メルウィング（本名：Jacqueline Misrahi） - 「ソウルドラキュラ」の共同作曲者

## ディスコグラフィ
※アルバム「Dracura and Co」以外はすべてシングルである
- ソウルドラキュラ - Soul Dracula （1976年）
- 怪傑! ソウル・キャット - Le Chat （1976年）
- ベイビー・フランケンシュタイン - Baby Frankie Stein （1977年）
- ドラキュラ・パーティ - Terror on the Dance Floor （1977年）
- Dracura and Co（1977年） LP
- ブラック・メイル - Blackmail （1978年）